# 播州区
播州区（はしゅう-く）は中華人民共和国貴州省遵義市に位置する市轄区。

## 歴史
1121年（宣和3年）、遵義県が設置される。
2016年3月20日、旧遵義県の山盆鎮・芝麻鎮・沙湾鎮・毛石鎮・松林鎮・新舟鎮・蝦子鎮・三渡鎮・永楽鎮・喇叭鎮以外の地域をもって市轄区の播州区を設立された。

## 行政区画
下部に5街道、17鎮、2民族郷を管轄する。
- 街道
  - 南白街道、播南街道、影山湖街道、桂花橋街道、竜坑街道
- 鎮
  - 三岔鎮、苟江鎮、三合鎮、烏江鎮、竜坪鎮、団渓鎮、鉄廠鎮、西坪鎮、尚嵆鎮、茅栗鎮、新民鎮、鴨渓鎮、石板鎮、楽山鎮、楓香鎮、泮水鎮、馬蹄鎮
- 民族郷
  - 平正コーラオ族郷、洪関ミャオ族郷

## 交通

### 鉄道
- 中国鉄路総公司
  - 渝貴線
    - 遵義南駅

  - 川黔線

### 道路

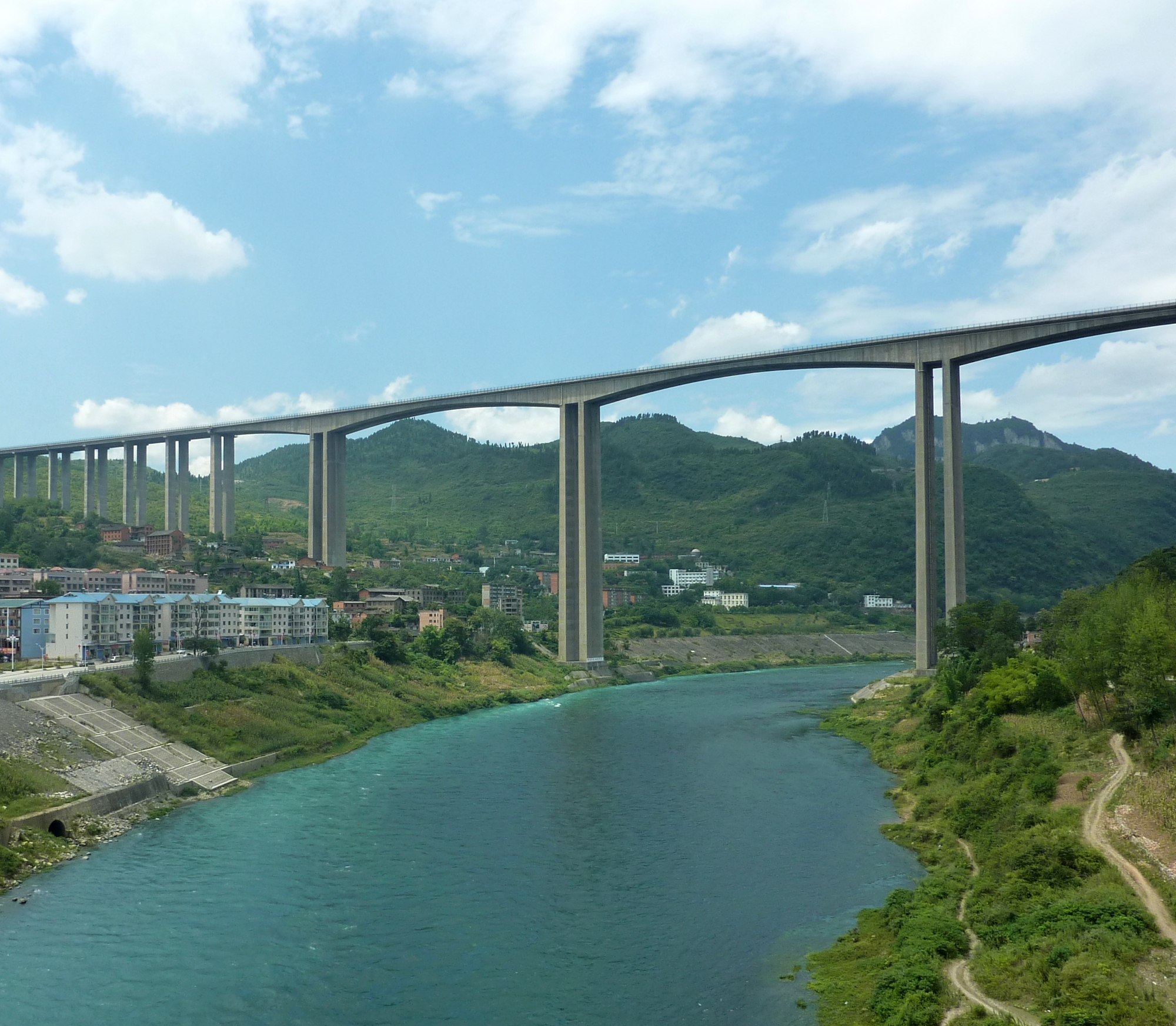
蘭海高速道路烏江特大橋

- 高速道路
  - 杭瑞高速道路
  - 蘭海高速道路
  - 蓉遵高速道路
  - S02 遵義北環高速道路
- 国道
  - G210国道
  - G326国道